# Miss marca
Miss marca (ang. Miss March) – amerykańska komedia z 2009 roku oparty na scenariuszu i reżyserii Trevora Moore'a i Zacha Creggera. Wyprodukowany przez Fox Searchlight Pictures.
Światowa premiera filmu miała miejsce 13 marca 2009 roku, natomiast w Polsce premiera odbyła się 17 lipca 2009 roku.

## Opis fabuły
Eugene Bell (Zach Creeger) i Tucker Cleigh (Trevor Moore) przyjaźnią się od dziecka. Eugene spotyka się z Cindi Whitehall. Ich romantyczny wieczór ma tragiczny finał i chłopak zapada w śpiączkę. Po czterech latach budzi się. Dowiaduje się, że jego ukochana pozowała nago do „Playboya”. Tucker ma pewien plan.

## Obsada
- Zach Cregger jako Eugene Bell
- Trevor Moore jako Tucker Cleigh
- Raquel Alessi jako Cindi Whitehall
- Molly Stanton jako Candace
- Craig Robinson jako Phil
- Hugh Hefner jako on sam
- Sara Jean Underwood jako ona sama
- Betsy Rue jako Strawberrius
- Carla Jimenez jako pielęgniarka Juanita
- Geoff Meed jako Rick
- Cedric Yarbrough jako doktor
- Eve Mauro jako Vonka

i inni.